# Erwin Albrecht
Erwin Karl Eduard Albrecht (* 21. Februar 1900 in Düsseldorf; † 26. Juni 1985 in Saarbrücken) war ein deutscher Richter zur Zeit des Nationalsozialismus und saarländischer Politiker.

## Leben und Wirken vor dem Zweiten Weltkrieg
Albrecht, dessen Familie seit dem frühen 19. Jahrhundert an der Saar ansässig war, absolvierte eine kaufmännische Lehre und war bis 1925 Angestellter in der Industrie und im Bankwesen. Daneben bereitete er sich auf seine Reifeprüfung vor, die er 1924 in Saarbrücken als Externer ablegte. In den Jahren 1926 bis 1929 war er beim Deutschnationalen Handlungsgehilfen-Verband in Berlin und Hamburg tätig.
Nebenbei besuchte er rechts- und zeitungswissenschaftliche Abendvorlesungen und nahm 1929 schließlich ein Studium der Rechtswissenschaften und der Volkswirtschaft an der Universität Marburg auf. Während seines Studiums wurde er Mitglied beim Verein Deutscher Studenten Berlin. und beim Verein Deutscher Studenten Marburg. Sein erstes Staatsexamen legte er 1931 ab. In den folgenden Jahren promovierte über das Recht der Revolution und begann seinen juristischen Vorbereitsdienst, den er 1936 mit dem zweiten Staatsexamen abschloss. Im Jahre 1933 trat er in die SA ein. Eine Beurteilung im SA-Sturm 7/70 in Saarbrücken bescheinigte ihm als Rottenführer eine „volle Zufriedenheit“ über die Dienstauffassung.
Er beantragte am 15. Juni 1936 die Aufnahme in die NSDAP und wurde rückwirkend zum 1. Juni desselben Jahres aufgenommen (Mitgliedsnummer 6.921.749). Bis 1938 arbeitete er als Assessor bei der Staatsanwaltschaft und den Gerichten in Saarbrücken und Koblenz. In den Jahren 1939 bis 1945 wirkte er als Landgerichtsrat am Landgericht Mönchengladbach.

## Tätigkeit während der Zeit des Nationalsozialismus

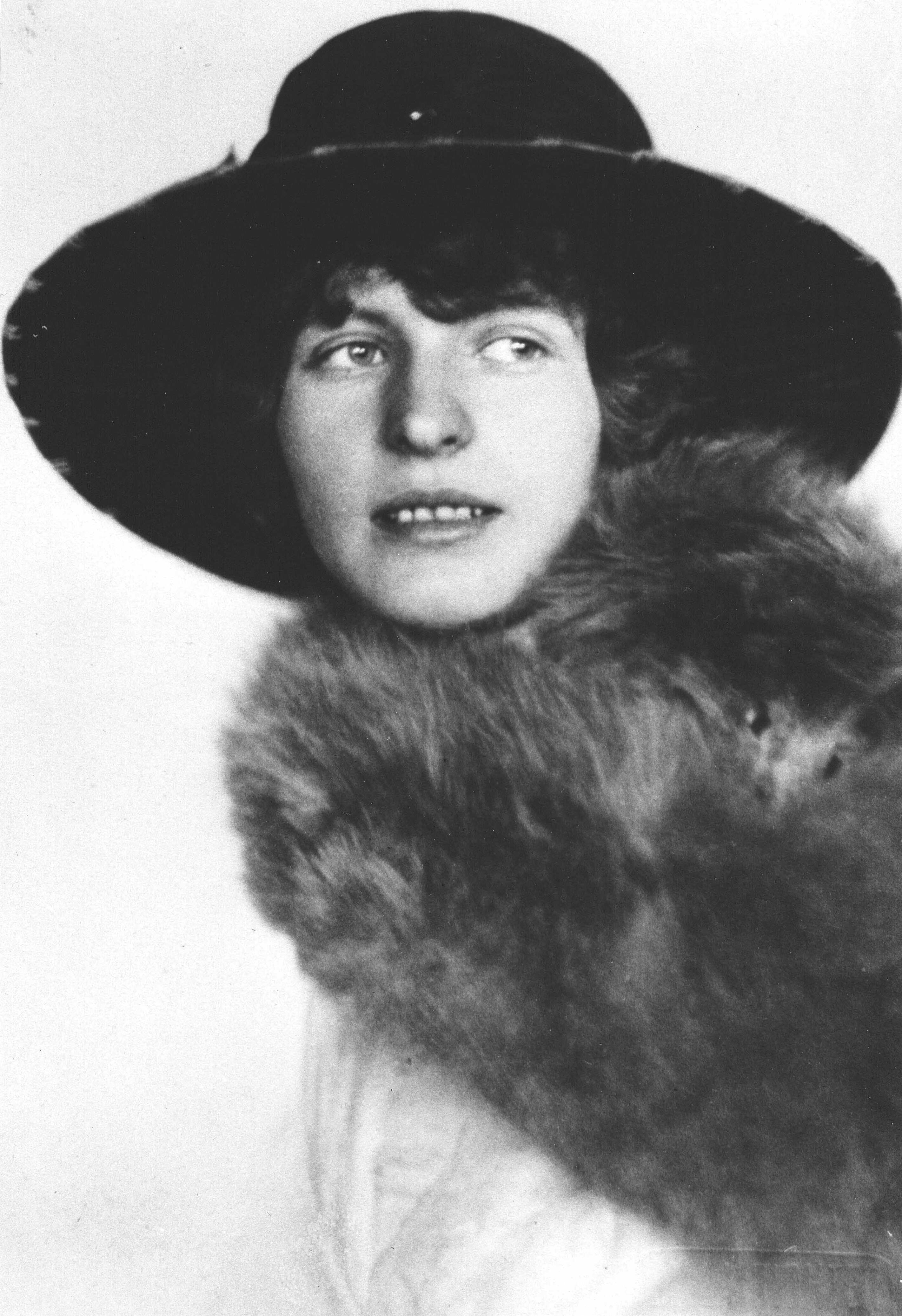
Albrecht hat an dem Todesurteil gegen Marianne Golz-Goldlust mitgewirkt. Sie wurde am 8. Oktober 1943 um 16:44 Uhr durch den Scharfrichter Alois Weiß mittels Fallbeil im Prager Gestapo-Gefängnis Pankrác hingerichtet

Von 1941 an bis 1945 wurde er in den Bezirk des Deutschen Oberlandesgerichts Prag abgeordnet. Am deutschen Landgericht in Brünn war er vom 1. Dezember 1941 bis zum 31. Mai 1942 am Sondergericht Brünn in der 3. und 4. Kammer als Richter tätig. 
Danach wechselte er vom 1. Juni 1942 bis 30. Juni 1942 als Landgerichtsrat in die Strafkammer des Landgerichts in Brünn. An das deutsche Landgericht Prag wurde er mit Wirkung vom 1. Juli 1942 versetzt, wobei er mit dem Bereich der Strafangelegenheiten befasst war.
Gleichzeitig nahm er eine Tätigkeit am Sondergericht Prag auf. Am 3. Mai 1944 stellte ihm der zuständige Landesgerichtspräsident in Prag ein Dienstleistungszeugnis aus, wobei er die Note „gut“ erhielt. Albrecht wurde in dem Zeugnis bestätigt, dass er vom 1. Juli 1942 an im Bezirk des Landesgerichtspräsidenten als Beisitzer im Sondergericht und der Strafkammer eingesetzt wurde. Besonders wurde erwähnt, dass Albrecht in der letzten Zeit vor Ausstellung des Zeugnisses wiederholt als Einzelrichter und Vorsitzender in der Kammer wirkte.
Sowohl in seiner juristischen Tätigkeit wie auch in der politischen Haltung wurde er gelobt:
„An seiner engen Verbundenheit mit dem nationalsozialistischen Staat habe ich keinen Zweifel, zumal er sich als SA-Mann auch schon aktiv für die Ziele der Bewegung eingesetzt hat. Ich halte Dr. Albrecht sowohl für die Stelle eines Oberlandesgerichtsrats als auch (die) eines Landesgerichtsdirektors gut geeignet.“
In den Akten der Gerichte, an denen Albrecht arbeitete, konnte ihm bis zur Durchsicht im Jahre 1960 die Beteiligung an 31 Todesurteilen nachgewiesen werden. In der ČSR wurde nach dem Krieg nach ihm gefahndet (Kriegsverbrecherliste Nr. A/38/61). Er war auch auf der Kriegsverbrecherliste der United Nations War Crimes Commission aufgeführt.

## Wirken nach 1945
In Saarbrücken war Albrecht von 1945 bis 1948 als Anwalt und Kaufmann tätig, danach wurde er Syndikus und Geschäftsführer der Kassenärztlichen Vereinigung des Saarlands. Außerdem war er Geschäftsführer des Verbands der Freien Berufe.
Er trat der saarländischen CDU bei und wurde 1955 in den Landtag des Saarlandes gewählt. Bis zur Wiedervereinigung mit Deutschland vertrat er das Saarland in der Beratenden Versammlung des Europarats. Danach bestimmte man ihn 1957 zum Vorsitzenden der CDU-Fraktion. Von 1957 bis 1960 war er auch Vorsitzender des Rundfunkrats beim Saarländischen Rundfunk.
Von der DDR an die westdeutschen Behörden übermittelte Justizakten aus der NS-Zeit enthielten Hinweise auf Albrechts mögliche Beteiligung an Justizverbrechen. Als diese Vorwürfe publik wurden, schloss ihn die CDU am 6. Dezember 1958 aus ihrer Landtagsfraktion aus. Vom 25. Februar 1959 bis zum Ende der Legislaturperiode (1960) war er Gast der DPS-Fraktion. In den Jahren 1959 bis 1962 wurde Albrecht durch im Rahmen der Wanderausstellung Ungesühnte Nazijustiz in zahlreichen deutschen Städten präsentierte Kopien nationalsozialistischer Justizakten schwer belastet. Im Frühjahr 1960 erstatteten die Organisatoren der Ausstellung im Namen des Sozialistischen Deutschen Studentenbunds und parallel dazu der tschechoslowakische Verband antifaschistischer Widerstandskämpfer, eine Organisation ehemaliger Partisanen, Frontsoldaten und Widerstandskämpfer, Strafanzeige gegen Albrecht wegen des Verdachts auf Rechtsbeugung in Tateinheit mit Totschlag. 
Seine Immunität als Landtagsabgeordneter wurde am 13. Juni 1960 aufgehoben. Das Strafverfahren wurde von der Staatsanwaltschaft Saarbrücken eingestellt.